# ليه شابمان
ليه شابمان (بالإنجليزية: Les Chapman)‏ (27 سبتمبر 1948 بأولدهام في المملكة المتحدة - ) هو لاعب كرة قدم بريطاني في مركز الوسط. لعب مع أولدهام أثلتيك وبرادفورد سيتي وبريستون نورث إيند وستوكبورت كونتي ونادي روتشديل وهدرسفيلد تاون وسان خوزيه إيرث كويكس.

## وصلات خارجية
- ليه شابمان على موقع قاعدة بيانات كرة القدم.إي يو (الإنجليزية)
- ليه شابمان على موقع Soccerbase.com (مدرب) (الإنجليزية)